# Plaça de Cagancha
La Plaça de Cagancha (castellà: Plaza de Cagancha o Plaza Libertad) és un dels llocs més característics de la ciutat de Montevideo, capital de l'Uruguai.
Es troba al centre de la ciutat, sobre l'Avenida 18 de Julio i és el punt fonamental —quilòmetre zero— de les carreteres nacionals.